# Estelle Courivaud
Estelle Courivaud, née le 29 janvier 1985, est une gymnaste artistique française.
Elle est championne de France du concours général de gymnastique artistique en 2002 ; elle remporte aussi cette année-là le titre national à la poutre et aux barres asymétriques.